# Buruscio

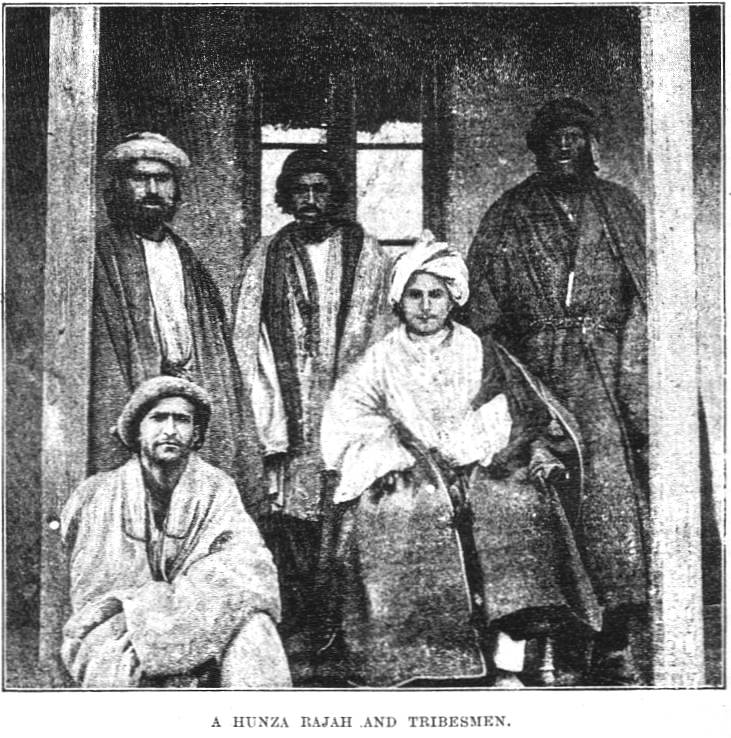
Un rajah hunza con alcuni membri della tribù (XIX secolo).

I buruscio o bruscio o hunza o hunzakut sono una popolazione che vive nelle valli pakistane settentrionali di Hunza, Nagar e Yasin. Ci sono anche oltre 300 buruscio a Srinagar, India. In questa zona, prevalentemente costituita da musulmani, si parla il burushaski, una lingua non in relazione, a quanto pare, con nessun'altra Fisicamente sono in parte vicini alle popolazioni dell'Asia orientale; godono di eccezionale longevità e salute.. Ralph Bircher parla di lingua hunza piuttosto che di burushaski, poiché quest'ultima è anche la lingua (poco diversificata) dei nagir e dei più distanti yasin che differiscono moltissimo sia per quanto concerne la cultura, gli usi e costumi, che per le condizioni fisiche e ambientali
Il nome Hunza era riservato inizialmente al fiume che divideva le popolazioni dei buruscio da quella dei nagir, mentre l'etnonimo hunza viene attribuito ai buruscio dalle popolazioni limitrofe

Bandiera di Hunza.

Fino al 1974 gli hunzakut avevano un proprio governo, di tipo monarchico, il principato di Hunza che comprendeva anche i wakhi e degli shina. I wakhi abitano nella parte superiore della valle dello Hunza, localmente chiamata Gojal, nonché nelle regioni confinanti situate in Cina, Tagikistan e Afghanistan, e anche a Gizar e nel distretto di Chitral del Pakistan. La popolazione parlante lo shina vive nella parte meridionale della valle dell'Hunza. Essi provengono da Chilas, Gilgit, e altre aree pakistane di lingua shina.
Gli hunza erano governati da un mir; il loro capoluogo era Baltit conosciuta anche come Karimabad. Lo stato principesco di Hunza venne abolito il 25 settembre del 1974.
I buruscio-hunza, secondo quanto viene riportato da Ralph Bircher, un romanziere, contavano circa 10.000 abitanti (almeno fino a qualche decennio fa), sparsi in circa 150 villaggi situati a un'altitudine che oscilla tra i 1660 e i 2450 m. sul livello del mare. La conformazione del territorio rendeva questo popolo abbastanza isolato dai popoli circostanti, a causa delle vie di comunicazione impraticabili e pericolose se non addirittura assenti. Gli hunza abitano molto al di sopra della valle omonima, sui loro terrazzi (mesas) spesso fortemente scoscesi e impervi, non esenti dal rischio di frane, con strapiombi di 600-900 metri. Dal territorio degli hunza è possibile osservare i vicini nagir separati da un profondo grande canyon che rende ancor più difficili le vie di comunicazione.
Gli hunzakut e la regione di Hunza ha uno dei più alti tassi di alfabetizzazione in confronto agli altri distretti similari pakistani ed è una delle maggiori attrazioni turistiche del Pakistan; molti pakistani e turisti stranieri viaggiano per la regione per godere dei paesaggi pittoreschi e delle sue montagne. Il distretto possiede molte attrattive moderne ed è abbastanza progredito rispetto allo standard asiatico. La leggenda locale ci racconta che questi hunza potrebbero essere stati associati con il regno scomparso di Shangri-La.

## Lingua
La lingua hunza attualmente resta ancora senza possibilità di essere collegata ad altre lingue limitrofe e non, esistenti o estinte. Secondo Lorimer questa lingua si è evoluta separatamente da almeno 5000 anni a questa parte e comunque lo stesso linguista ammette di non essere riuscito nemmeno a completare un sufficiente vocabolario nei suoi 15 mesi di permanenza, aggiungendo inoltre che avrebbe avuto bisogno di almeno altri dieci anni per poterlo fare.

## Religione[7]
Appartenenti formalmente alla corrente musulmana degli ismailiti, gli hunza, come osservava Lorimer, sono molto diversi dagli stessi popoli limitrofi, non avendo nessuna pratica che si manifesti esteriormente, né rituali, né preghiere, né templi, oggetti di venerazione o pellegrinaggi, né tantomeno si può trovare qualche parvenza di mullah o gerarchia religiosa. La religione e la preghiera vengono vissute intimamente. Lo stesso Lorimer racconta che soltanto dopo tre mesi scoprì per puro caso che un certo contadino, per nulla distinguibile dagli altri, era in realtà un khalifa (prete laico). Non vi è, almeno apparentemente, traccia di superstizione, né di credenze riguardanti il malocchio, la magia, come avviene invece per i popoli vicini, dai quali si distinguono ancor più per il fatto che le donne non portano il velo ed hanno parità di diritti.

## Usi e costumi, arte e letteratura
Gli hunza sono soliti festeggiare i grandi eventi nel giorno del solstizio d'inverno con danze e musica eseguita dai béricho, musicisti di origine indiana. L'arte, come la letteratura, è pressoché assente. Come in ogni civiltà contadina, ci sono diverse festività e riti propiziatori legati alla semina e al raccolto, come quella che si celebra il 6 febbraio per la semina dell'orzo. Non manca il carnevale, che si celebra all'inizio di febbraio. Gli hunza sono inoltre degli appassionati e abili giocatori di polo.

## Gli Hunza e Alessandro Magno
La leggenda riguardante i burusci racconta che essi discendono dal villaggio di Baltir, fondato da un soldato abbandonato dall'armata di Alessandro Magno — una leggenda che è comune a molta parte dell'Afghanistan e Pakistan settentrionale. Tuttavia, l'evidenza genetica sostiene soltanto una componente genetica balcanica tra i pashtun afghani, e non tra i burusci.
Nonostante questa evidenza scientifica, nel 2008 l'Istituto Macedone per le Ricerche Strategiche "16.9" organizzò un ricevimento del principe hunza Ghazanfar Ali Khan e della principessa Rani Atiqa, considerati discendenti dell'armata di Alessandro. La delegazione hunza venne accolta all'aeroporto di Skopje dal primo ministro Nikola Gruevski, il capo della Chiesa ortodossa macedone, l'arcivescovo Stefano, e dall'allora sindaco di Skopje Trifun Kostovski.